# Manuel Dallan
Manuel Dallan (Montebelluna, 15 ottobre 1976) è un ex rugbista a 15 italiano, in carriera attivo nel ruolo di tre quarti centro e 18 volte internazionale per l'Italia.

## Biografia
Cresciuto rugbisticamente, al pari di suo fratello minore Denis che più avanti ne seguì le tracce, ad Asolo, Manuel Dallan entrò nel rugby nazionale di vertice nel 1995 allorché debuttò in prima squadra nel Benetton Treviso, club nel quale militò per undici stagioni e al quale è legata gran parte della carriera internazionale e tutto il palmarès.
L'allora C.T. Georges Coste convocò Dallan in Nazionale alla fine del 1997, per i test match autunnali che vedevano gli Azzurri contrapposti ad Argentina (squadra contro la quale Dallan debuttò), Romania e Irlanda.
Fu utilizzato solo saltuariamente dai tecnici successivi, Johnstone e Kirwan, anche se quest'ultimo lo incluse nella rosa azzurra alla Coppa del Mondo di rugby 2003, che così poté vantare due coppie di fratelli (gli altri essendo i Bergamasco, Mauro e Mirco).
A tutt'oggi il più recente incontro di Manuel Dallan in Nazionale risale al Sei Nazioni 2004, al Flaminio contro la Scozia.
Nel 2006, dopo 7 scudetti, 2 Coppe Italia e una Supercoppa, Dallan si trasferì al Petrarca Padova, club nel quale rimase due stagioni.
Nell'estate del 2008, insieme al fratello Denis, viene ingaggiato dal Veneziamestre, squadra nella quale termina la sua carriera professionistica alla fine della stagione 2009-10.

## Palmarès
- Campionati italiani: 7
Benetton: 1996-97, 1997-98, 1998-99, 2000-01, 2002-03, 2003-04, 2005-06
- Coppe Italia: 2
Benetton Treviso: 1997-98, 2004-05
- Supercoppe d'Italia: 1
Benetton Treviso: 2006